# Gräfenhäusling
Gräfenhäusling ist ein Gemeindeteil der Gemeinde Wattendorf im oberfränkischen Landkreis Bamberg in Bayern.

## Geografie

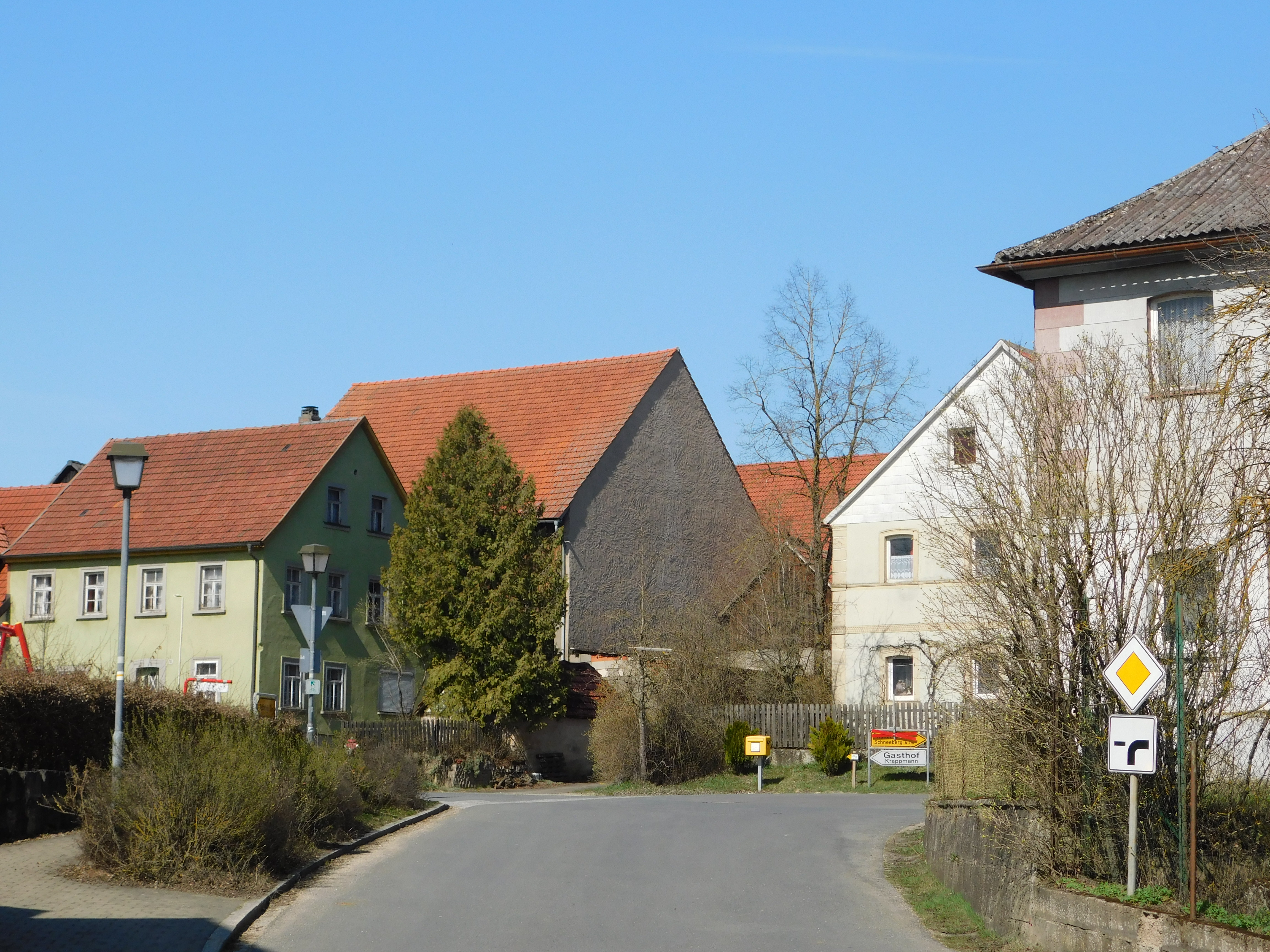
Ortsmitte von Gräfenhäusling

Nachbarorte des Kirchdorfes sind Wattendorf im Norden, Schederndorf im Osten, Roßdorf am Berg im Süden und Schneeberg im Nordwesten.

## Geschichte
Am 1. Mai 1978 wurde Gräfenhäusling im Rahmen der Gebietsreform in Bayern in die Gemeinde Wattendorf eingegliedert.

## Einwohnerentwicklung
| Jahr       | Einwohner |
| ---------- | --------- |
| 01.12.1910 | 170       |
| 1933       | 196       |
| 1939       | 187       |
| 06.06.1961 | 218       |
| 27.05.1970 | 187       |
| 2020       | 197       |
| 02.01.2021 | 195       |
| 01.01.2022 | 201       |

## Baudenkmäler
In die Denkmalliste sind die Katholische Filialkirche St. Christophorus, eine Kreuzigungsgruppe und ein Tabernakelbildstock eingetragen.